# Dumra
Dumra é um cidade no distrito de Sitamarhi, no estado indiano de Bihar.

## Geografia
Dumra está localizada a 25° 01′ N, 83° 58′ L. Tem uma altitude média de 86 metros (282 pés).

## Demografia
Segundo o censo de 2001, Dumra tinha uma população de 14.538 habitantes. Os indivíduos do sexo masculino constituem 57% da população e os do sexo feminino 43%. Dumra tem uma taxa de literacia de 77%, superior à média nacional de 59,5%: a literacia no sexo masculino é de 80% e no sexo feminino é de 73%. Em Dumra, 11% da população está abaixo dos 6 anos de idade.